# Ogivalskruv

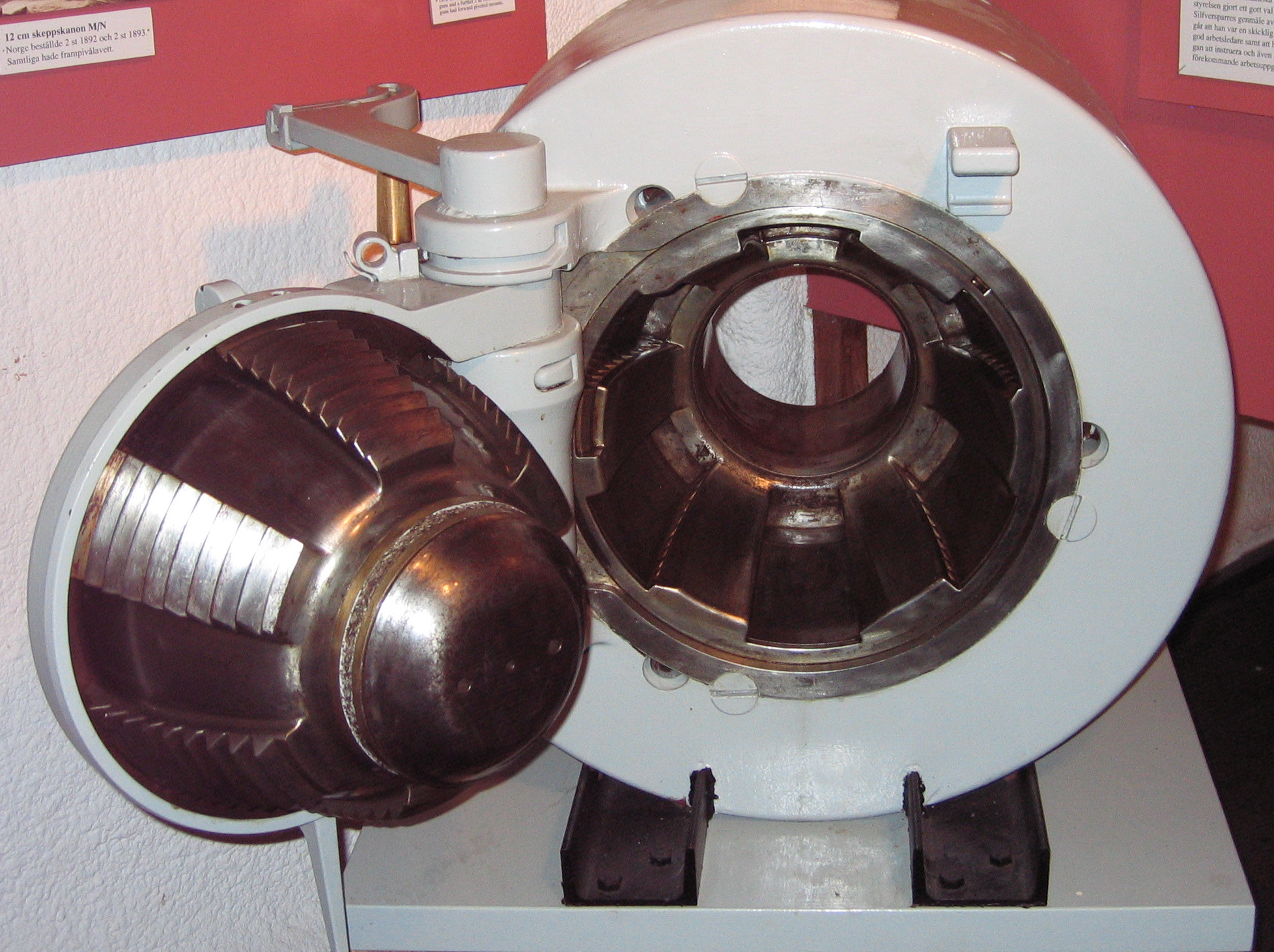
Slutstycke från Boforskanon med ogivalskruv och laddbrygga.

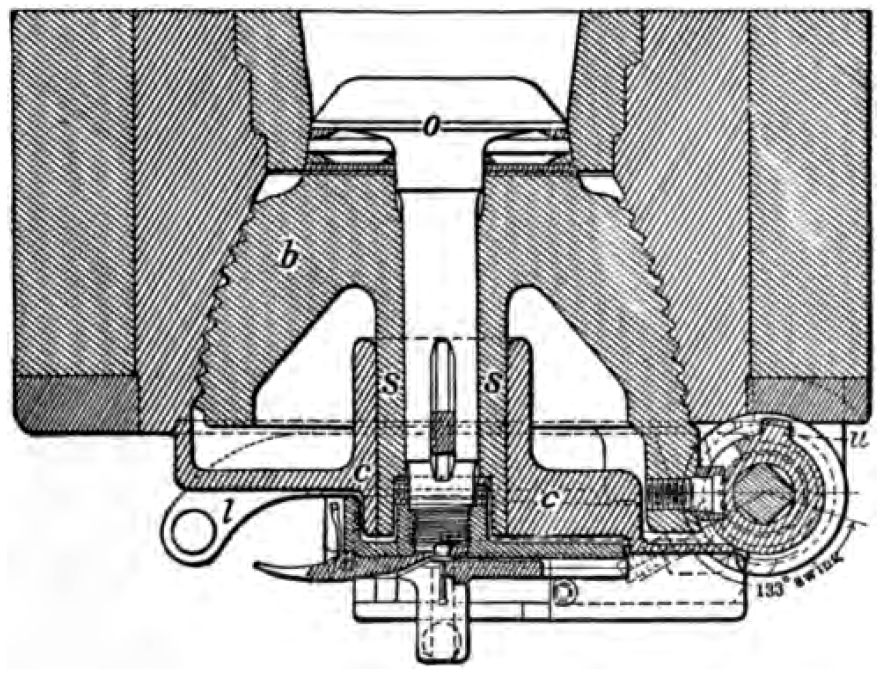
Ritning på ogivalskruven.

En ogivalskruv är en typ av skruvmekanism för bakladdade kanoner som vid Bofors uppfanns och patenterades via svenskt patent nummer 4592 med flera av Arent Silfversparre den tredje december 1892. Skruven, som skruvas (vrids) i låsläge, kännetecknas av sin starka konstruktion och lättmanövrerbarhet. Ogivalskruven gjorde det möjligt att öppna och stänga mekanismen med ett enda handgrepp. Det var en av flera alternativa mekanismer som tillkom som en förbättring av de tidiga bakladdningsmekanismerna från 1870-talet som inte slöt helt tätt och som normalt fordrade tre handgrepp för att öppna eller stänga.
Till formen är ogivalskruvens ytterkontur krökt och ogivalformad. När man vrider skruven kommer gängorna att bli fria från varandra och ogivalskruven kan öppnas. Eftersom skruven är ogivalformad kan den vridas ut på en tapp i stället för att dras rakt ut vilket förenklar både konstruktionen och omladdningen.